# Torre do Lidador
A Torre do Lidador, popularmente conhecido como "O Isqueiro da BIC", devido à sua forma, é um edifício com 92 metros de altura e 22 andares acima do solo situado no centro do Município da Maia, Distrito do Porto. Alberga exclusivamente serviços municipais, sendo o 7º edifício mais alto de Portugal e o mais alto fora da Área Metropolitana de Lisboa. A Torre é visível a partir de qualquer uma das dez freguesias do concelho e foi mandada construir pelo Doutor José Vieira de Carvalho. 

## Visitas
A Torre do Lidador na Maia, pode ser visitada gratuitamente, no 2º sábado de cada mês às 12:00, sendo as visitas para maiores de 10 anos, em grupos de no máximo 15 pessoas e devendo ser comunicadas com uma antecedência mínima de 3 dias úteis.